# Puiu-Mircea Lăscuș
Puiu-Mircea Lăscuș (n. 20 octombrie 1971, Poiana Răchițelii, Cerbăl, Hunedoara) este un actor român de teatru și film.

## Biografie
Puiu se trage dintr-o familie de pădureni din Ținutul Pădurenilor, Munții Poiana Ruscă județul Hunedoara.
În toamna anului 1987 la vârsta de șaisprezece ani Puiu începe cursurile de actorie la Școala Populara de Artă Deva continuând în paralel studiile la Liceul din Geoagiu  susținut conspirativ de bunica sa.
În vara lui 1990  este absolvent al Liceului Agroindustrial Geoagiu, iar câteva luni mai târziu termină și Școala Populara de Artă Deva secția actorie-regie.
Viața de actor începe în februarie 1992  unde în urma concursului este angajat  ca actor cu studii medii la Teatrul de Revista Deva fiind cel mai tânăr angajat la doar 20 de ani. Este distribuit automat în „Pretendentul”, rolul principal al comediei musicale „Caut urgent nevastă” Regia Eugen Aron. Tainele actoriei le descoperă acolo, pe scena Teatrului de Revista Deva sub îndrumarea mai multor regizori ca George Mihalache, Alexandru Darian, Eugen Aron, Emil Sasu, Alina Hristea, Boris Melinți, Dan Vulcu, Marcela Țimiraș, Mihai Panaitescu și alții, unde rămâne fidel acestei instituții până în 2009 ,când în urma unor mașinațiuni politice locale, edilii Consiliului Județean Hunedoara  dizolvă colectivul Teatrului de Revistă Deva aruncând în șomaj 84 de angajați, instrumentiști, balerine, soliști, actori printre care și Puiu Mircea Lascuș care tocmai cu câțiva ani înainte terminase și studiile superioare în actorie la Universitatea Babeș Bolyai Cluj-Napoca.
Puiu face cunoștință cu lumea filmului abia în 2009  când regizorul Dan Pița însoțit de o echipă de producție vine în prospecție la Hunedoara și Deva pentru filmul Ceva bun de la viață. Avea nevoie de câteva locații din zonă dar dorea și actori din partea locului cu accent ardelean, așa că vizitează și Teatrul de Revista Deva, însă instituția era goală, toți actorii erau in șomaj. Prin amabilitatea regizorului Mihai Panaitescu, Dan Pița reușește să-i convoace pe toți foștii actori la un casting. În urma castingului o parte dintre actori semnează cu MediaPro Pictures pentru producția Ceva bun de la viață. Printre ei se afla și Puiu. Fiecare fost actor al Teatrului de Revista Deva avea cate trei sau patru zile de filmare. Adevărată bucurie pentru actori, care niciodată nu mai jucaseră în vreun film. Se întâmplă o schimbare în acea producție unde Dan Pița chiar în timpul filmărilor, din doua personaje compune un singur personaj pe care-l interpretează Puiu. Personajul devine puțin mai consistent și din 3 zile de filmare Puiu semnează pentru 20 de zile. Filmările decurg impecabil și viata lui Puiu se schimbă. Chiar în timpul filmărilor la „Ceva bun de la viață”, Virgil Nicolaescu, regizorul secund al lui Dan Pița îl invita pe Puiu la București la casting pentru rolul „Bumbescu” din filmul „Nașa” rol pe care-l  și interpretează, un film cu mare succes la publicul din România în 2011 luând totodată și Premiul Publicului la Festivalul de Film Gopo 2012.
După filmele „Ceva bun de la viață” și „Nașa” Puiu se mută cu domiciliul în București unde din 2010 și până în 2014   a jucat în 23 de producții, filme de lung metraj și  televiziune.

## Teatru
- Bimbo Western regia: Eugen Aron. (1992) pistolarul Belonstrong
- Caut urgent nevasta! comedie muzicala scrisa de Alexandru Darian regia: Eugen Aron. (1992) rol principal-Pretendentul
- E bine, bine, e vai de mine! (Cuplet muzical, scenete) text G. Mihalache regia: Eugen Aron. (1993)
- Revista-n draci (Cuplet muzical, scenete) spectacol de revista text A.Darian regia A.Darian. (1994)
- Cocoselul neascultator spectacol de copii text Ion Lucian regia: Eugen Aron. (1994)
- Revista in tranzitie monolog scenete text si regie A. Darian. (1994)
- Concert Extraordinar de vacanta scenete text si regie Ion Mihalache. (1993)
- Ali Baba si cei patruzeci de hoti text A.Darian regia: Emil Sasu. (1995) seful hoților
- Mortul viu de milioane text A.Darian, regia:Eugen Aron. (1995) Lascarson fiul
- Servus Revista monolog, cuplet musical, scenete cabaret politic scris de A.Drian regia: A.Darian. (1996)
- Noapte de Craciun dupa Charles Dickens regia: Eugen Aron. (1996) contabilul
- Mai ceva ca-n bazme text: C.Zarnescu regia: Alina Hiristea (1996)  împăratul
- Spiridusul poznas text si regie: A.Darian. (1997) pisicul vrajitoarei
- Muschetarii magariei sale text: Lucian, regie Eugen Aron. (1999) corbul
- Un tun la tutun cabaret politic scris de Mircea Chirila regie: Daniel Vulcu. (1999) politistul
- Deva Renaste scenete spectacol de revista scris de Cornel Udrea,regia:Marcela Timiras (2000)
- Printesa mofturoasa revista pentru copii regia Marcela Timiras. (2001) sfetnicul
- Alege-ma sunt fierbinte cabaret politic text:Mirecea Chirila regia: Daniel Vulcu. (2002) ciobanul, plutonierul, reporterul, traficantul de cosonii
- Fata moșului si fata….moașei regia: Bogdan Ulmu. (2003) moșu
- Numai poetul recital poezie Eminescu (2003)
- Oile Domnului text: Valeriu Butulescu, regia: Boris Melinti (2003) meșterul
- Stefan cel Viu text: Valeriu Butulescu, regia: Boris Melinti (2003) țăranul
- Pacientul roman cabaret politic text: Mircea Chirila, regia:Daniel Vulcu (2003)
- Rapirea Zanei florilor text: Mircea Andras, regia Boris Melinti. (2004) flăcăul
- Cunu Iancu la Revista scenete din I.L.Carageale cabaret politic dupa I.L.Carageale regia: Boris Melinti. (2004)
- Nu platim, nu platim carabiner, cioclul, inspector de politie, batrânul de Dario Fo-laureat al premiului Nobel * regia: Liviu Schapira. (2004)
- Razbunare in lumea basmelor text: Alecu Popovici regia: Ileana Portase. (2005) spânul
- Sicilianul text de Moliere, regia: Mihai Panaitescu spectacol jucat cu succes la Festivalul “Sighisoara Medievala-2006. (2006) Don Pedro
- Lumea copiilor spectacol muzical pentru copii. (2007) spânul
- Caravana basmelor spectacol musical pentru copii (2007)
- Opera de trei parale Mathias de Bertolt Brecht regia: Radu Olareanu. (2008)
- Ivan Turbinca de Ion Creanga, regia: Boris Melinti. (2009) sluga boierului
- Farsa lui Patorini farsă popular medievala regia:Mihai Panaitescu. (2009) negustorul Pișcătoare

## Filmografie
Debutul cinematografic s-a produs cu filmul Ceva bun de la viata (2010) regia Dan Pița, interpretând rolul Costea și apoi a jucat în filmul Nașa regizat de Virgil Nicolaescu și Jesús del Cerro, remarcându-se cu rolul polițistului Bumbescu.
Printre rolurile de menționat Samir Turcu in Funeralii fericite, regia  Horatiu Malaele – lung metraj din noiembrie 2012.
- Iubire și onoare regia Iura Luncașu (2010) Preotul
- Ceva bun de la viață regia Dan Pița (2011) Costea
- Nașa regia Virgil Nicolaescu și Jesús del Cerro (2011) Bumbescu
- Pariu cu viața regia Iura Luncasu (2012) interlopul de la Paris
- Las Fierbinți regia Dragos Buliga (2012) țăranul
- Balerinul regia Ioan Carmazan (2011) țăranul bețiv
- S-a furat mireasa (2012) - paznicul cimitirului
- Diaz – Don’t Clean Up This Blood (2012) inspector  poliția burgheză italiană
- Itaker - Vietato agli italiani, regia Toni Trupia (2012) Imigrantul sardinian Graziano
- Karpatenhamster (2011) Diude Călăuza
- Actorul Batrân (2012) rol  principal
- Spitalul de demență regia Peter Kerek (2012) Ursu
- Tanti Florica regia Florin Calinescu (2012) instalatorul
- 2+2 regia Tomas Ciulei (2012) Bronski
- Rebelion regia Matei  Lucaci Grunberg (2012) medicul de  garda
- Evadarea regia Andrei Grujninski (2012) administratorul de bloc
- Funeralii fericite regia Horațiu Mălăele (2012) Samir Turcu
- 515 secunde din viața unui P.S.R. regia Oana Holban Vintila(2012) agentul
- Spitalul de demență (2013) pacientul Ursu
- Cel ales regia Cristian Comeaga (2013) recepționerul
- Three way week regia Bruno  Coppola (2013) middle aged man
- Repossessed regia Jay Lender&Mich Wright (2013) the axeman
- Fântâna fermecată regia Andrei Enoiu-Rol (2013) ciobanul
- O zi din viata unui agent de vânzări  regia Oana Holban Vintila (2014)
- Nunți, botezuri, înmormântări (2022) – Naș nuntă și botez
- " 2020 (2024) – regia Bobby Bărbăcioru